# 弗拉馬里翁環形山
弗拉马里翁环形山是位于月球正面中央湾南侧的一座大撞击坑残迹，约形成于前酒海纪，其名称取自法国天文学家及作家卡米耶·弗拉马里翁(1842年2月26日－1925年6月3日)，1935年被国际天文联合会批准接受。

## 描述

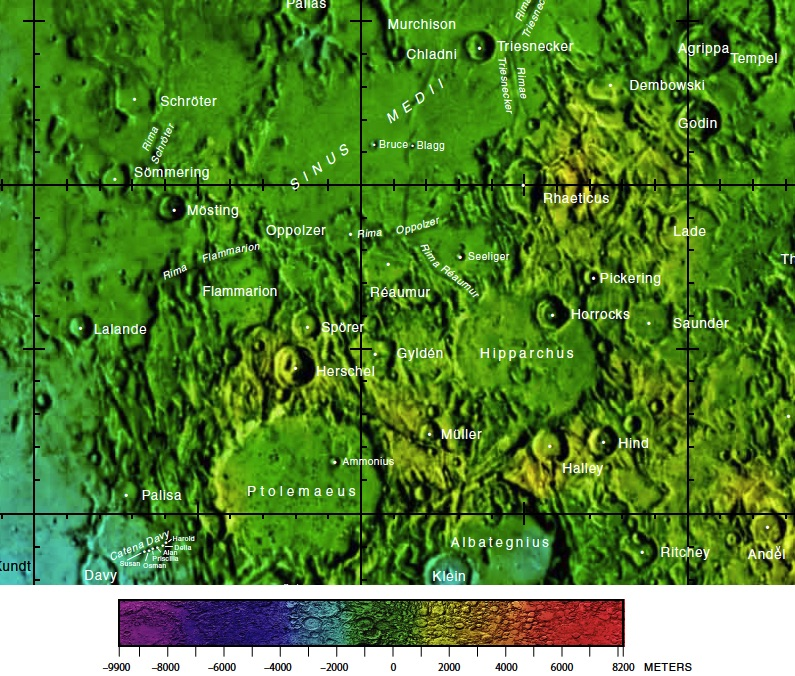
弗拉马里翁环形山的周边，月球正面区域图。

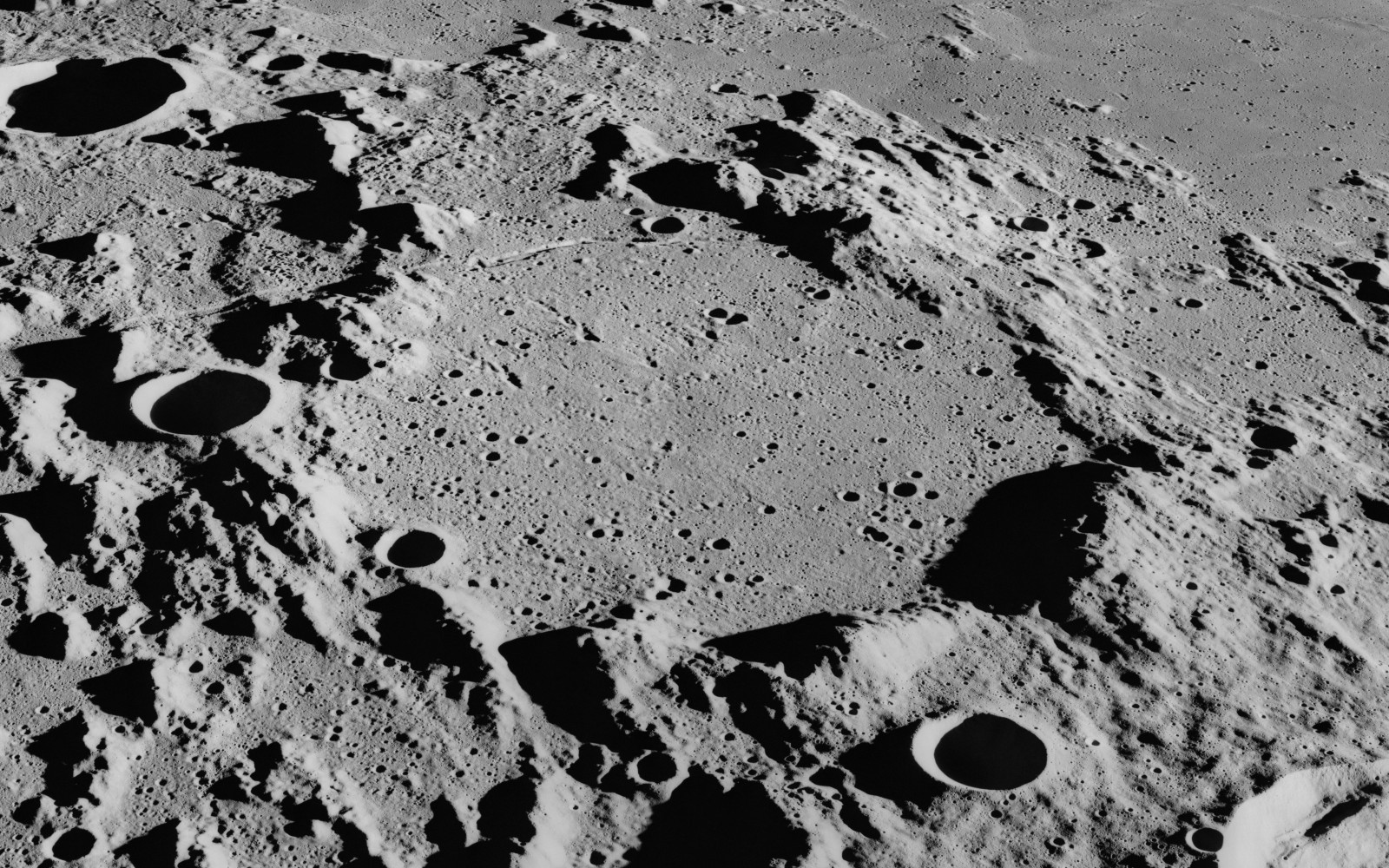
阿波罗16号拍摄的斜视图

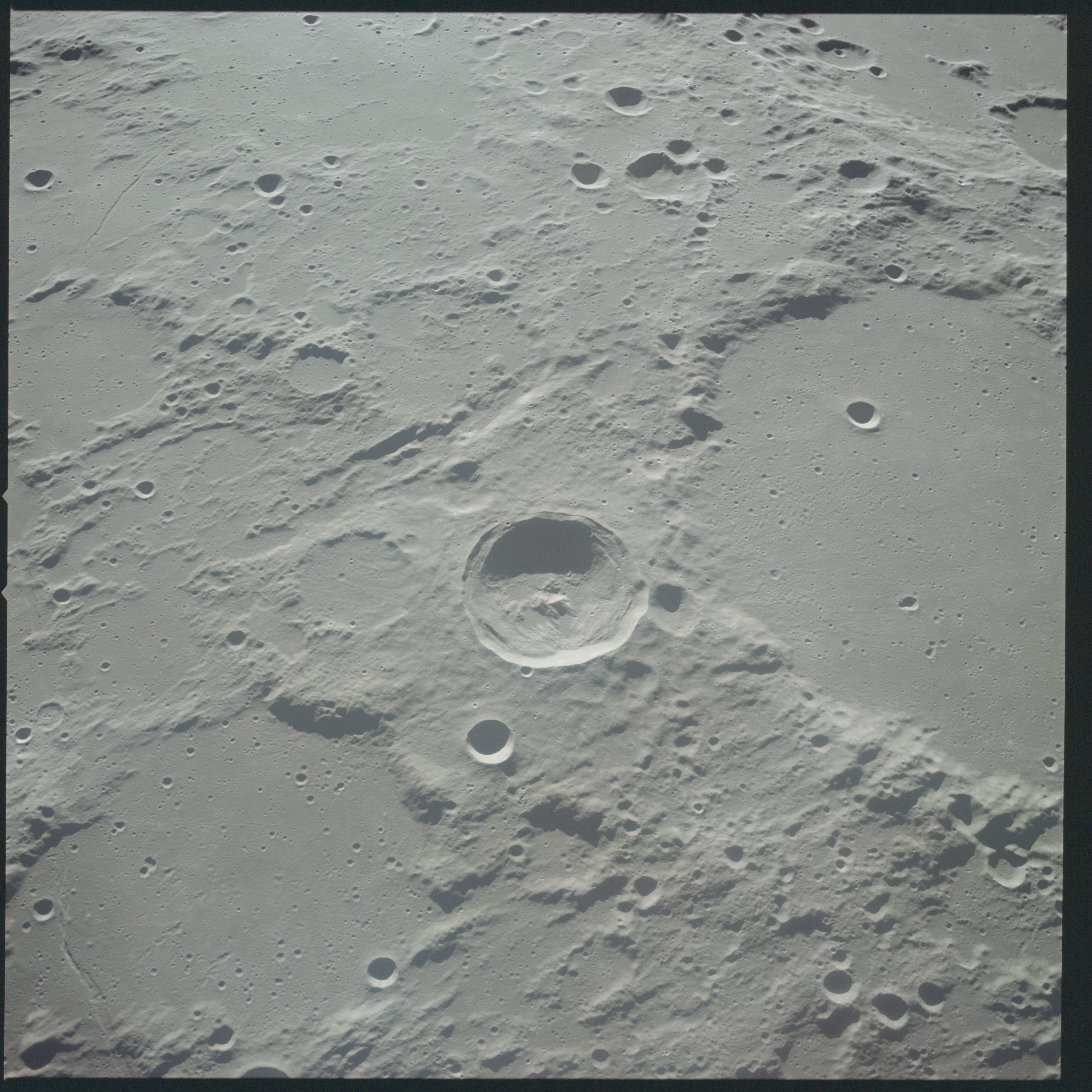
阿波罗12号拍摄的斜视图，赫歇尔陨石坑位于中央，左下方是弗拉马里翁环形山。

该陨坑位于西北的莫斯汀环形山和东南的赫歇尔陨石坑之间，东北侧靠近奥波尔策陨石坑，已损毁的列奥米尔陨石坑位于它的东面、而东北偏东及西南偏西则分别坐落了年轻的史波勒陨石坑和拉朗德陨石坑。一条被称作"弗拉马里翁月溪"的沟壑从弗拉马里翁环形山坑底北部向西南偏西横贯西北坑壁，绵延近80公里，而它的东北侧则坐落了位于月面中央的小月海-中央湾。该陨坑中心月面坐标为3°20′S 3°44′W / 3.33°S 3.73°W，直径76.18公里，深度约2.78公里。
由于存续期悠久，弗拉马里翁环形山已明显损毁变形，沿嶙峋、破裂的坑壁穿切了众多平行的裂谷，它的北侧壁分布一处宽大的峪口，并连接了一座已被熔岩淹没的废墟坑；而西侧坑沿上则坐落了一座醒目的杯形坑—卫星坑"莫斯汀 A"，只有东南段坑壁保存相对较完整。残存的坑壁最大高出周边地形1330米，内部容积约5292.12公里3。坑内已被熔岩填塞抚平，表面散布有大量细小的撞击坑。

## 卫星陨石坑
按惯例，最靠近弗拉马里翁环形山的卫星坑在月图上将在其中心点旁放置一字母来标注它们：
| 弗拉马里翁 | 緯度    | 經度    | 直徑       |
| ---------- | ------- | ------- | ---------- |
| A          | 1.95° S | 2.50° W | 3.58 公里  |
| B          | 4.04° S | 4.57° W | 5.88 公里  |
| C          | 2.02° S | 3.76° W | 4.29 公里  |
| D          | 3.03° S | 4.78° W | 4.48 公里  |
| T          | 2.80° S | 2.06° W | 33.11 公里 |
| U          | 3.00° S | 1.41° W | 11.38 公里 |
| W          | 2.13° S | 2.39° W | 6.13 公里  |
| X          | 2.87° S | 3.04° W | 2.38 公里  |
| Y          | 3.73° S | 3.19° W | 2.30 公里  |
| Z          | 2.26° S | 1.47° W | 4.01 公里  |